# صاصل خيمي
صاصَل خيمي أو الزَّيْطَة أو صوصلاء (الاسم العلمي: Ornithogalum umbellatum) هو نوع نباتي يتبع جنس الصاصل من فصيلة الهليونية.

## البيئة والانتشار
موطن النبات الأصلي بلاد الشام وتركيا ومعظم مناطق أوروبا.